# Joe Lo Truglio
Joseph Vincent Lo Truglio (Ozone Park, 1970. december 2. –) amerikai színész, forgatókönyvíró és televíziós producer. 
Egyik legismertebb szerepe Charles Boyle a Brooklyn 99 – Nemszázas körzet című szituációs komédia epizódjaiban. Feltűnt a Reno 911! – Zsaruk bevetésen című sorozatban és annak 2007-es filmváltozatában is.
További filmjei közé tartozik a Gyagyák a gatyában, avagy tudom, kit fűztél tavaly nyáron, a Spancserek és a Superbad, avagy miért ciki a szex?.

## Fiatalkora
1970. december 2-án született Queens Ozone Park kerületében, olasz és ír származású szülők gyermekeként.  A floridai Margate-ben nőtt fel, a közeli Coconut Creek High Schoolban végezte középfokú tanulmányait.
Középiskola után a New York Egyetemen tanult, ahol több későbbi színésztársával is megismerkedett.

## Pályafutása
A The State  című, humoros szkeccsekéből álló televíziós sorozaton kezdett dolgozni egykori egyetemi szaktársaival. A sorozat elkészítésében színészként is forgatókönyvíróként is részt vett, egyes szegmensek animálását is ő végezte. A sorozat 1995-ös befejezése után vendégszereplőként bukkant fel olyan sorozatokban, mint az Esküdt ellenségek és a Harmadik műszak.
2001-ben David Wain Gyagyák a gatyában, avagy tudom, kit fűztél tavaly nyáron című vígjátékában táborfelügyelőt játszott. Később Wain több filmjében is vállalt cameoszerepeket.
2005-ben a Stella című rövidfilm-sorozatban tűnt fel, nem sokkal később pedig a Rabiga előtt (Lepattanó) (2005)  cameoszerepe következett. Frank Rizzo seriffhelyettes szerepében volt látható a Reno 911! – Zsaruk bevetésen című sorozatban, valamint az ebből készült mozifilmben is.
Több videójátékban kölcsönözte hangját, egyebek mellett a The Warriors néven ismert verekedős játékban és a Grand Theft Auto: Liberty City Storiesban.
Judd Apatow Superbad, avagy miért ciki a szex? című vígjátékban Francis szerepét kapta meg. A 2000-es évektől olyan filmekben mellékszerepelt, mint az Ananász expressz, a Paul, a Példátlan példaképek, a Hippi-túra vagy a Spancserek.
2013-tól 2021-ig a Brooklyn 99 – Nemszázas körzet című szitkomban Charles Boyle szerepét játszotta. A sorozat kritikai és bevételi sikert aratott. A sorozatban mellékszereplőként Truglio felesége is feltűnik. 2018-ban rövid ideig úgy tűnt, a sorozatnak nem lesz folytatása, hiszen az azt először gyártó Fox nem rendelt be új évadot. Végül azonban az NBC fejezte be a sorozatot, így összességében nyolc évad készült, melyekben Truglio végig látható.

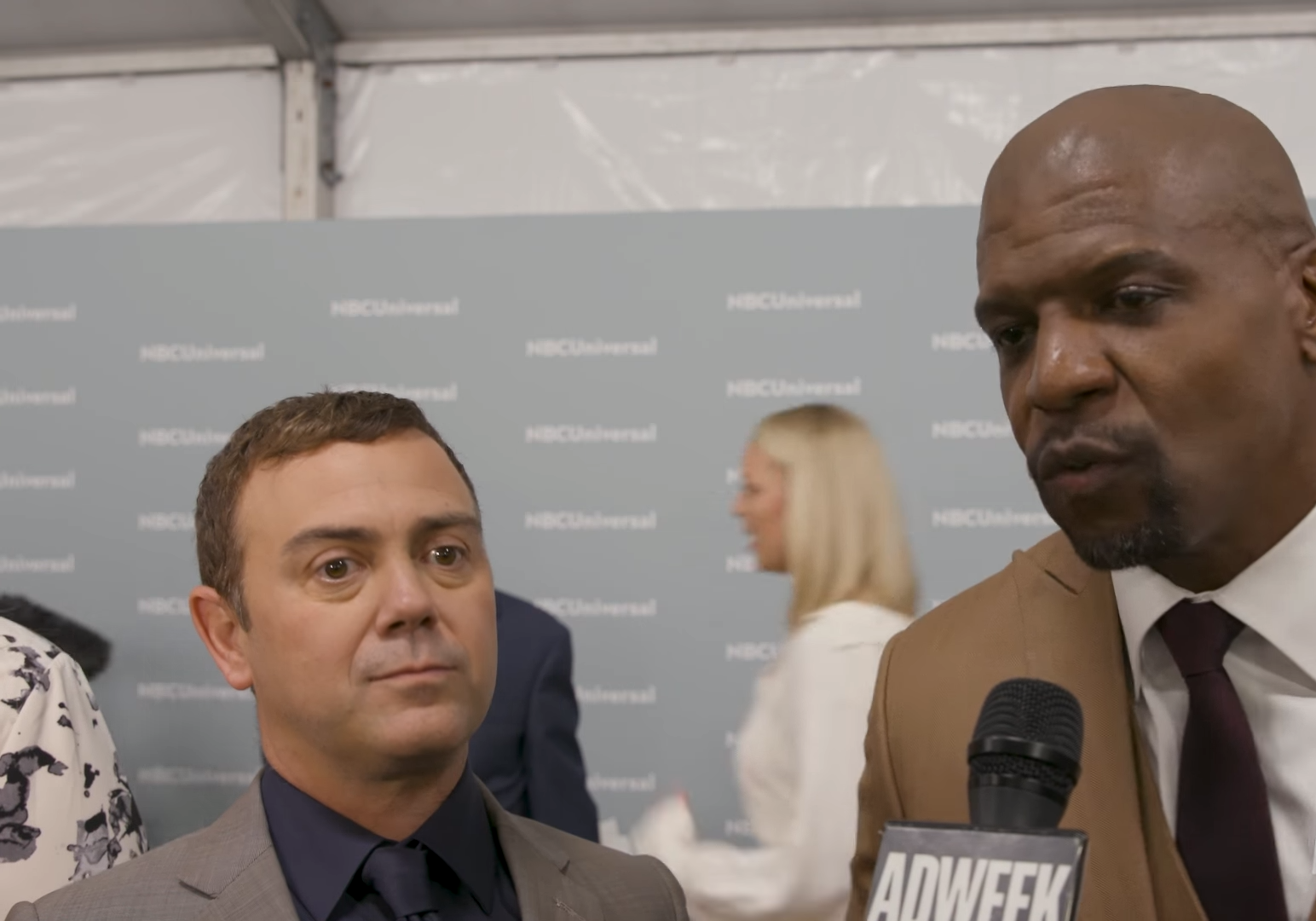
Truglio és Terry Crews az Adweeknek nyilatkoznak, miután már tudni lehetett, hogy a sorozatot folytatni tudják (2018)

## Magánélete
Feleségével, Beth Dover színésznővel 2014 áprilisában házasodtak össze. Egy fiuk született.

## Fordítás
- Ez a szócikk részben vagy egészben  a   Joe Lo Truglio című angol Wikipédia-szócikk ezen változatának fordításán alapul.  Az eredeti cikk szerkesztőit annak laptörténete sorolja fel. Ez a jelzés csupán a megfogalmazás eredetét és a szerzői jogokat jelzi, nem szolgál a cikkben szereplő információk forrásmegjelöléseként.